# Edvard Glaser
Edvard Glaser, slovenski transfuziolog, * 5. februar 1922, Maribor, † 1. december 2007 Maribor

## Življenje in delo
Osnovno šolo in gimnazijo je obiskoval v Mariboru, med leti 1946 - 1952 pa je študiral v Zagrebu ter tam postal doktor medicine. Po končanem študiju je bil razporejen na transfuzijsko postaje bolnišnice v Mariboru, leta 1962 je postal njen predstojnik, leta 1964 je opravil specializacijo transfuziologije. Leta 1966 je postal primarij na oddelku za transfuzijo mariborske bolnišnice. 1976 leta si je pridobil akademski naslov doktorja znanosti, leta 1977 je bil izvoljen za docenta imunohematologije na medicinski fakulteti Univerze v Ljubljani, leta 1982 pa izrednega profesorja. Kot prvi specializant transfuziologije v Sloveniji je uredil zbornik Sto rentgenskih žarkov skozi prizmo medicine, veterine in medikohistorikov (1998) ter pripravil monografijo Mariborska pokopališča (2009), za katero je k sodelovanju pridobil preko dvajset različnih strokovnjakov iz vse Evrope.

## Odlikovanja in nagrade
Leta 2000 je prejel častni znak svobode Republike Slovenije z naslednjo utemeljitvijo: »za dolgoletno nesebično, požrtvovalno zdravniško in humanitarno delo«.
Leta 2004 je prejel naziv častni občan Maribora, s tem mu je mesto Maribor izkazalo hvaležnost za njegov prispevek v krvodajalstvu. Bil je tudi častni občan Mestne občine Maribor.